# HD247330
HD247330 є хімічно пекулярною зорею спектрального класу
A1 й має видиму зоряну величину в смузі V приблизно  9,8.